# Любостиня
Любостиня (на сръбски: Манастир Љубостиња) е средновековен православен манастир в Сърбия, намиращ се в близост до Тръстеник, Расински окръг и на 9 км североизточно от Врънячка баня, Рашки окръг. Сгушен в долината на малката Любостинска река в полите на Гледачките планини, манастирският комплекс е ктиторски изграден в моравски стил от княгиня Милица (като нейна задужбина) в годините от 1388 до 1405 г., като е посветен на „Успение на Пресвета Богородица“.
Според преданието, в Любостиня прекарват последните си години на този свят като монахини и отдадени в молитви към Бога, княгиня Милица – вдовицата на княз Лазар, и Ефемия – вдовицата на Иван Углеша. Както предава народното поверие, след битката при Чирмен и тази на Косово поле, в манастира се уединяват отдадени в молитви към Бога, вдовиците на загиналите благородници в тези битки. Днес Любостиня е метох, който се обитава и поддържа от около петдесет монахини. По време на второто хабсбургско управление на Смедеревския санджак, мястото е ползвано като пункт за подигане на буна срещу османската власт. След възстановяване на османската власт в района и над Смедеревския санджак, манастирът е изгорен от еничарите, като по този начин повечето от средновековните му стенописи са унищожени. Преображение Господне по православния календар се чества като манастирски и храмов празник.
Архитектурното и интериорно решение на храма е в бароков стил, а конструкцията му е трикорабна основа с притвор и купол – дело на специално ангажирания за целта български според името си протомайстор Рад Боро (шопската форма на Боре, произлизащи от името Борис). Средновековните фрески са частично запазени. След опожаряването на манастира, иконостаса на манастирската църква е наново изографисан в 1822 г. от Никола Маркович.

## Игуменки
- Варвара Миленович игуменка (1943–1995)
- Христина Обрадович игуменка (1995–днес)